# Orz
Orz – rzeka, lewy dopływ Narwi o długości 60,66 km i powierzchni dorzecza 609 km².
Rzeka płynie w województwie podlaskim i mazowieckim. Wypływa u podnóża Czerwonego Boru, na południe od wsi Szumowo, płynie przez Międzyrzecze Łomżyńskie przez miejscowości Gumowo, Gniazdowo, Czerwin, Goworowo, Kunin, Zaorze. Do Narwi uchodzi poniżej Różana.